# Helicitat (física de partícules)
En física de partícules, l'helicitat és una magnitud física associada a l'espín que s'obté projectant aquesta magnitud vectorial sobre la direcció del moment lineal. La definició clàssica és:

{\displaystyle h={\frac {\mathbf {S} \cdot \mathbf {p} }{\hbar \|\mathbf {p} \|}}}

En el context de la física de partícules i la teoria quàntica de camps, l'helicitat es representa per un operador autoadjunt el valor esperat del qual és:

{\displaystyle \langle {\hat {h}}\rangle _{\psi }=\langle \psi |{\hat {h}}\psi \rangle ={\frac {\langle \psi |({\hat {S}}_{x}{\hat {p}}_{x}+{\hat {S}}_{y}{\hat {p}}_{y}+{\hat {S}}_{z}{\hat {p}}_{z})\psi \rangle }{\hbar {\sqrt {\langle \psi |({\hat {p}}_{x}^{2}+{\hat {p}}_{y}^{2}+{\hat {p}}_{z}^{2})\psi \rangle }}}}}

Com que els resultats de la mesura de l'espín pel que fa a una determinada direcció estan quantitzats, és a dir, només poden prendre un nombre finit de valors, els valors possibles de l'helicitat també són finits i, per tant, l'helicitat és una variable discreta. Per a una partícula amb espín intrínsec {\displaystyle \scriptstyle s=(2n+1)\hbar /2}, l'helicitat pot prendre els valors {\displaystyle \scriptstyle \{(2n+1)/2,(2n-1)/2,\dots ,-(2n-1)/2,-(2n+1)/2\}}.